# Crocodilo-persa
O crocodilo-persa (Crocodylus palustris) ou crocodilo-mugger, é uma espécie de crocodilo comum na península da Índia. É encontrado em todo o subcontinente indiano e nos países vizinhos. É um dos três crocodilianos encontrados na Índia, os outros são o gavial e o crocodilo de água salgada.

## Características

### Tamanho e peso
Os machos podem ter até 4,50 metros de comprimento, mas normalmente possuem até 3,70 metros de comprimento e podem pesar de 250 kg e 300 kg; as fêmeas são menores, tem de 2,75 metros e 3,20 metros de comprimento e pesam cerca de 200 kg.
O maior já encontrado media 5,20 metros de comprimento e devia pesar mais de 500 kg.

### Fisiologia

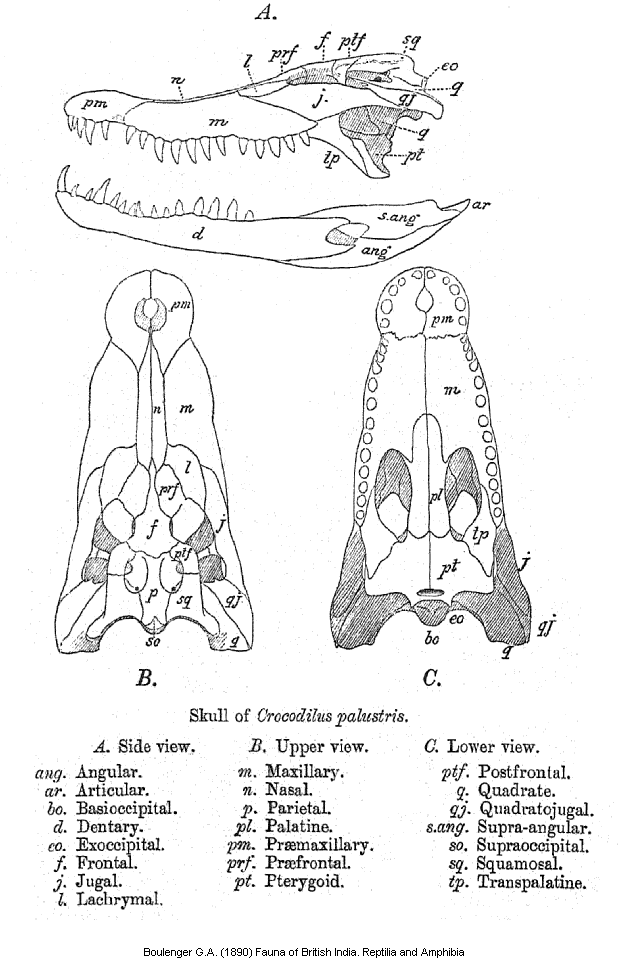
crânio do crocodilo-persa.

Crocodilos agressivos têm 19 dentes superiores de cada lado; um focinho que é 1⅓ a 1 ½ largo na base; uma cabeça áspera, mas sem arestas; sínfise mandibular estendendo-se até o nível do quarto ou quinto dente; quase em linha reta, ou encaminha curvas pré-maxilo-maxilar sutura, no palato, transversal; e separando os ossos nasais pnemaxilares acima. Quatro grandes nuchals formando um quadrado, com um menor em cada lado; dois pares de nuchals menores em uma série transversal atrás do occipital. Dorsal blindagem bem separada da nuca, dos escudos geralmente em 4, raramente, em 6, séries longitudinais, os de dois a mediana geralmente consideravelmente mais amplo do que o comprimento; 16 ou 17 séries transversal. Escamas na membros tombou. Dedos com membranas na base; dedos exteriores extensivamente alado. Uma orla serrilhada na borda exterior da perna. Adulto oliva escuro acima: jovem de oliva pálido, pontilhado e manchado com preto.

## Habitat

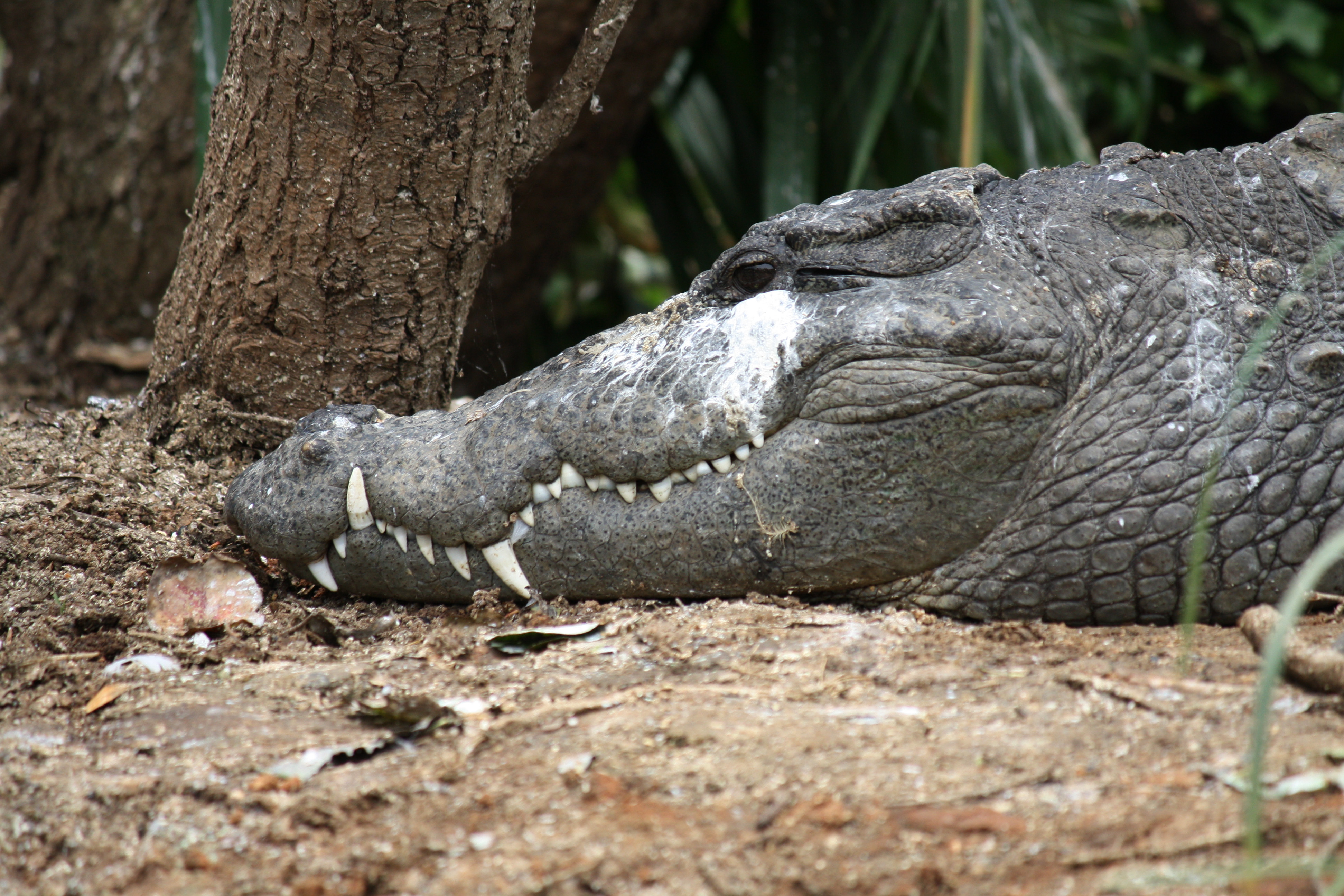
crocodilo-persa (crocodilo mugger)

O crocodilo-persa é uma espécie de água doce, habitam lagos, rios e pântanos. Prefere águas mais rasas. Possui certa tolerância à água salgada, portanto ocasionalmente pode habitar lagos de água salgada. É também adaptado à vida terrestre. Compartilha o habitat, em algumas áreas, com o crocodilo gavial e o crocodilo de água salgada.

## Distribuição
O crocodilo-persa pode ser encontrado na Índia, Bangladesh, Sri Lanka, no Paquistão, Nepal, no sul do Irã e provavelmente, em uma parte da Indochina e no sul Iraque. É o mais comum das três espécies de crocodilos da Índia.

## Biologia e Comportamento

### Velocidade

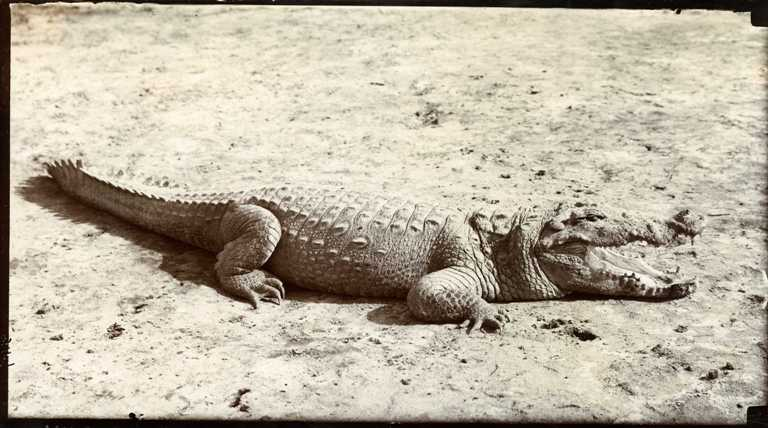
crocodilo-persa (crocodilo mugger) fotografado em 1907.

Em terra o crocodilo-persa pode atingir 8 km/h em uma curta distância. Na água eles são bem mais rápidos, podem atingir entre 16 e 20 km/h.

### Alimentação
Sendo um animal carnívoro, o crocodilo-persa se alimenta naturalmente de peixes, serpentes, aves e mamíferos. Os mamíferos predados são geralmente macacos, chitais, lontras, ocasionalmente pode se alimentar de sambar, gado doméstico e até búfalos d'água. Pode também roubar caças de outros predadores, como dos leopardos.
Ocasionalmente podem utilizar de ferramentas para caçar, como iscas por exemplo. Equilibram gravetos e ramos sobre a cabeça para atrair pássaros que procuram materiais para construir ninhos, quando se aproximam o suficiente as aves são devoradas.

### Vida terrestre

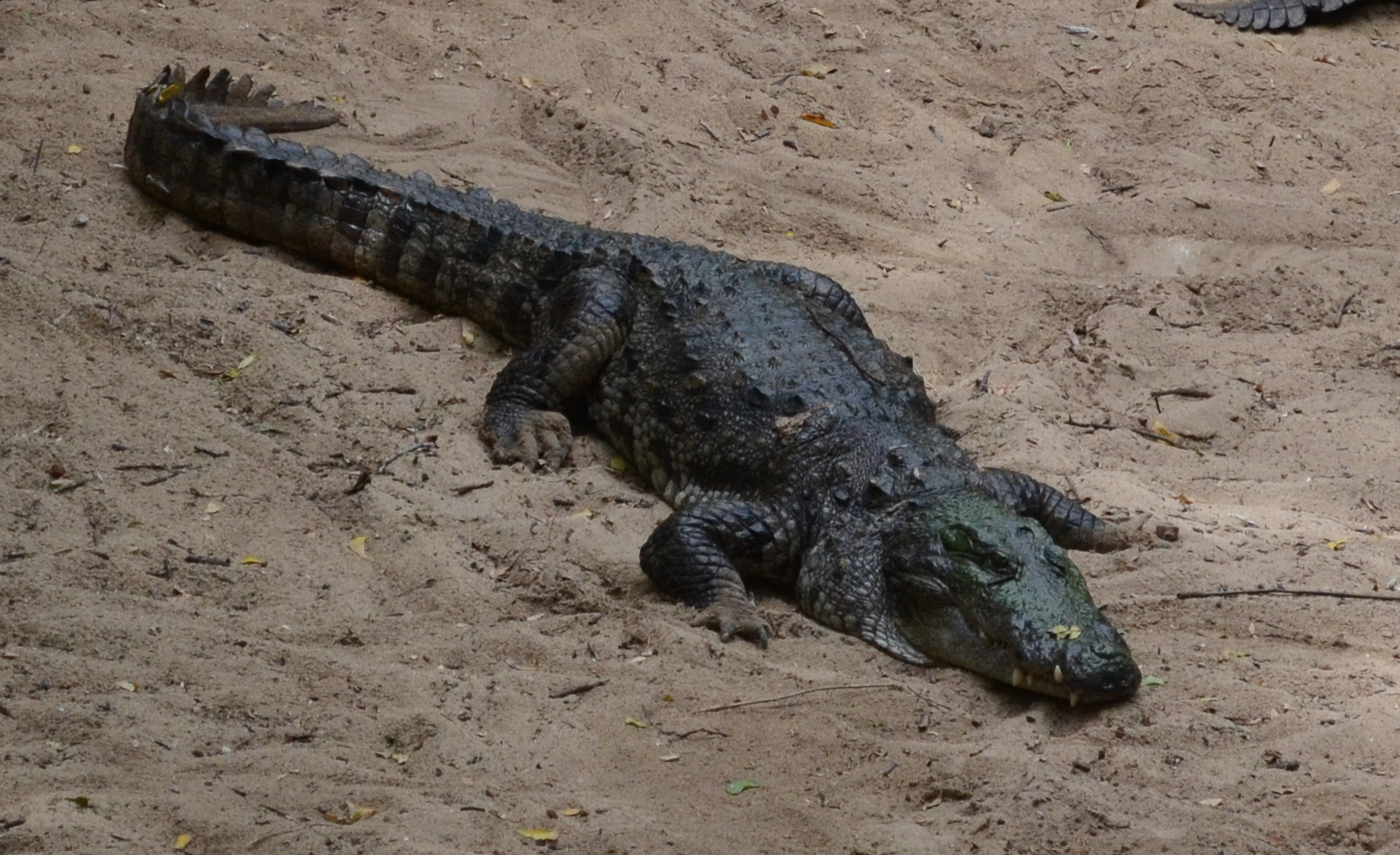
crocodilo-persa em terra

O crocodilo-persa é adaptado à vida terrestre, assim como seu primo o crocodilo-cubano, só que bem mais do que a maioria dos crocodilianos, sendo ecologicamente mais semelhante ao crocodilo do nilo. Tem grande mobilidade terrestre, podem migrar distâncias consideráveis em busca de um ambiente melhor. Podem perseguir presas por terra em curtas distâncias e são conhecidos por cavar tocas para utilizar como abrigo em tempos de seca.

### Crocodilos vs Tigres
Por vezes esta espécie de crocodilo é predada por tigres, mas não é tão comum, em algumas ocasiões tigres roubam presas dos crocodilos. Estes dois predadores constantemente se encontram na natureza, o crocodilo evita o confronto sempre que pode pois não é páreo para a agilidade do felino em terra, e os tigres também são ótimos nadadores. Na maioria das vezes, os tigres buscam outras presas mais acessíveis.